# Margo Sappington
Margo Sappington (Baytown, 30 luglio 1947) è una coreografa statunitense.

## Biografia
Nel 1965 si unì al Joffrey Ballet su invito di Robert Joffrey e nel 1967 fece il suo debutto a Broadway come ballerina nel musical Promises, Promises, coreografato da Michael Bennett. Nel 1969 tornò a danzare a Broadway nel rivista Oh, Calcutta!, da lei anche co-scritta e coregrafata. Nel 1975 ottenne il successo quando lavorò come coreografa a Broadway del musical Where's Charley?, per cui ottenne una candidatura al Drama Desk Award e al Tony Award alla miglior coreografia.
Successivamente lavorò ancora a Broadway come coreografa dei musical Pal Joey (1976), Play Me a Country Song (1982) e Donnesbury (1983). Nel corso della sua carriera ha creato coreografie per compagnie di alto profilo come l'Alvin Ailey American Dance Theater, il Caroline Ballet, l'Houston Ballet, l'Harkness Ballet, l'Aterballetto e il Nederlands Dans Theater. Ha curato anche le coreografie di alcune opere liriche per la San Francisco Opera, tra cui Aida, La Gioconda e Samson et Dalila. Nel 2005 il Joffrey Ballet l'ha insignita di uno speciale premio alla carriera.